# Suzzanna: Buried Alive
Pour plus de détails, voir Fiche technique et Distribution.
Suzzanna: Buried Alive (en indonésien : Suzzanna: Bernapas dalam Kubur, littéralement « Suzzanna : enterrée vivante ») est une comédie horrifique indonésienne réalisée par Rocky Soraya et Anggy Umbara et sortie en 2018. Il s'agit d’un hommage au film indonésien Sundelbolong de Sisworo Gautama Putra (1981) et à l’actrice indonésienne Suzzanna (1942-2008).

## Synopsis
Cela fait sept ans que Suzzanna et Satria sont mariés, et n'ont pas eu la chance d’avoir des enfants. Cette fois, la grossesse a lieu. Satria est parti à l’étranger. Une nuit, quatre employés de ce dernier profitent son absence pour cambrioler la maison du couple : ils la croyaient vide, sauf que Suzzanna y est encore. Malgré la situation qui tourne mal, elle a tout vu. Les cambrioleurs, paniqués et sans le vouloir, la tuent accidentellement et l’enterrent… vivante dans le jardin de la propriété. Le lendemain, Suzzanna est à la maison, comme si rien ne s’est réellement passé…
Très vite, chacun des assassins sera hanté par l'esprit vengeur.

## Fiche technique
Sauf indication contraire, les informations mentionnées dans cette section peuvent être confirmées par la base de données cinématographiques IMDb,  présente dans la section « Liens externes ».
- Titre original : Suzzanna: Bernapas dalam Kubur
- Titre international : Suzzanna: Buried Alive
- Réalisation : Rocky Soraya et Anggy Umbara
- Scénario : Bene Dion Raja Gukguk, Ferry Lesmana, Bene Dion Rajagukguk et Sunil Soraya, d'après l’histoire de Bene Dion Raja Gukguk
- Décors : Rico Marpaung et T. Moty D. Setyanto
- Photographie : Rahmat Syaiful
- Montage : Sastha Sunu ; Endjah Prabowo (co-monteur)
- Musique : Andhika Triyadi
- Production : Sunil Soraya
- Société de production : Soraya Intercine Film PT
- Société de distribution :
- Pays d'origine :  Indonésie
- Langue originale : indonésien
- Genre : Comédie horrifique
- Durée : 125 minutes
- Dates de sortie[2] :
  - Indonésie : 10 novembre 2018 (avant-première mondiale à Jakarta) ; 15 novembre 2018 (sortie nationale)
  - Monde : 3 avril 2019 (Netflix)[3]

## Distribution
- Luna Maya : Suzzanna
- Herjunot Ali : Satria, le mari de Suzzanna
- Teuku Rifnu Wikana : Umar, l'employé de Satria
- Alex Pereira : Dudun, l'employé de Satria
- Verdi Solaiman : Jonal, l'employé de Satria
- Kiki Narendra : Gino, l'employé de Satria
- Asri Welas : Mia, l'assistante du couple
- Opie Kumis : Pak Rojali, l'assistant du couple
- Ence Bagus : Tohir, l'assistant du couple
- Norman R. Akyuwen : Mbah Turu
- Clift Sangra : Pak Bekti

## Accueil

### Avant-première et sorties
Le film sort en avant-première mondiale le 10 novembre 2018 à Jakarta en Indonésie, avant sa sortie nationale le 15 novembre 2018. Le 3 avril 2019, Netflix le distribue sur internet à travers le monde.

### Critique
Sur Internet Movie Database, le film obtient un score de 6,6/10 sur la base de 349 critiques.